# まっすぐ
『まっすぐ』は、私立恵比寿中学の10枚目のシングル（インディーズを含めると通算16枚目）である。2016年9月21日にSME Recordsから発売された。

## 概要
完全生産限定盤A、完全生産限定盤B、完全生産限定盤Cの3形態での発売。すべての盤にはトレカ（全9種のうち1種ランダム）が封入されている。
2016年8月20日、表題曲のミュージック・ビデオがYouTubeで公開された。このミュージック・ビデオはYouTubeの月間音楽動画ランキング（日本版、2016年8月号、8月1日から8月31日まで）の9位を獲得した。
本作の発売後の2017年2月8日にメンバーの松野莉奈が急逝したため、松野が参加した生前最後のシングルとなった(アルバムを含むと同年11月16日発売の『「中卒」「中辛」』が最後)。

## 収録曲
（私立恵比寿中学：真山りか、安本彩花、廣田あいか、星名美怜、松野莉奈、柏木ひなた、小林歌穂、中山莉子）

### 完全生産限定盤A
1. まっすぐ
作詞・作曲：杉山勝彦、編曲：杉山勝彦・三谷秀甫、ストリングスアレンジ：三谷秀甫
ベストアルバム『「中卒」〜エビ中のイケイケベスト〜』（2016年）にも収録
2. summer dejavu
作詞：BOO、作曲・編曲：大沢伸一
「エビ中 夏のファミリー遠足 略してファミえん in 富士急 2016」（2016年8月20日開催）テーマソング
配信限定EP『FAMIEN'16 L.P.』（2016年）にも収録
アルバム『FAMIEN'21 L.P.』（2021年）に9人バージョンの「summer dejavu(2021 ver.)」が収録
配信限定EP『FAMIEN'23 e.p.』（2023年）に10人バージョンの「summer dejavu -2023-」が収録
3. まっすぐ (Less Vocal)
4. summer dejavu (Less Vocal)

### 完全生産限定盤B
1. まっすぐ
2. イイトモ
作詞：いしわたり淳治、作曲：Kon-K、編曲：APAZZI
3. まっすぐ (Less Vocal)
4. イイトモ (Less Vocal)

### 完全生産限定盤C
1. まっすぐ
2. CHAN-CHARA-CHAN
作詞・作曲・編曲：井上ジョー
3. まっすぐ (Less Vocal)
4. CHAN-CHARA-CHAN (Less Vocal)

## リリース日一覧
| 地域 | リリース日    | レーベル    | 規格                 | カタログ番号                 |
| ---- | ------------- | ----------- | -------------------- | ---------------------------- |
| 日本 | 2016年9月21日 | SME Records | マキシシングル（CD） | SECL-1988（完全生産限定盤A） |
| 日本 | 2016年9月21日 | SME Records | マキシシングル（CD） | SECL-1989（完全生産限定盤B） |
| 日本 | 2016年9月21日 | SME Records | マキシシングル（CD） | SECL-1990（完全生産限定盤C） |

## 参加ミュージシャン
まっすぐ
- エレキギター・キーボード：三谷秀甫
- アコースティックギター・ベース：杉山勝彦
- ドラム：常深武史
- ストリングス：今野均ストリングス

summer dejavu
イイトモ
- キーボード・シンセサイザー：APAZZI

CHAN-CHARA-CHAN
- ギター・ベース・ドラム：井上ジョー